# Beaumont (Belgien)
Beaumont (frz., wall. Biômont) ist eine belgische Gemeinde in der Provinz Hennegau. Sie liegt an der französischen Grenze und wird vom Fluss Hante durchquert.
Die Gemeinde umfasst die Orte Barbençon, Beaumont, Leugnies, Leval-Chaudeville, Renlies, Solre-Saint-Gery, Strée und Thirimont.

## Geschichte
1049 weihte Papst Leo IX. persönlich die Burgkapelle von „Bellomonte“ (Reg.Imp.III,589). 1071 schenkte König Heinrich IV. dem Bischof von Lüttich die ganze Burg (Reg.Imp.III,575). Heute ist Beaumont bekannt durch den „Salamander-Turm“, der von den Franzosen im Jahre 1655 und den Engländern im Jahre 1691 niedergebrannt wurde, seine Knöpfe und auch für seine Sage von den drei Auvergnern. Diese drei, des Diebstahls bezichtigt, hatten sich gegenüber Karl V. angeblich respektlos gezeigt. Eine Stunde nach ihrer Ankunft in der Stadt sollten sie bereits gehängt werden. Daher die Maxime, „Beaumont, eine Stadt des Jammers. Ankunft am Mittag, gehängt nach einer Stunde“. Diese Legende ist das Thema eines Umzugs alle fünf Jahre, der letzte wurde im Oktober 2015 abgehalten.

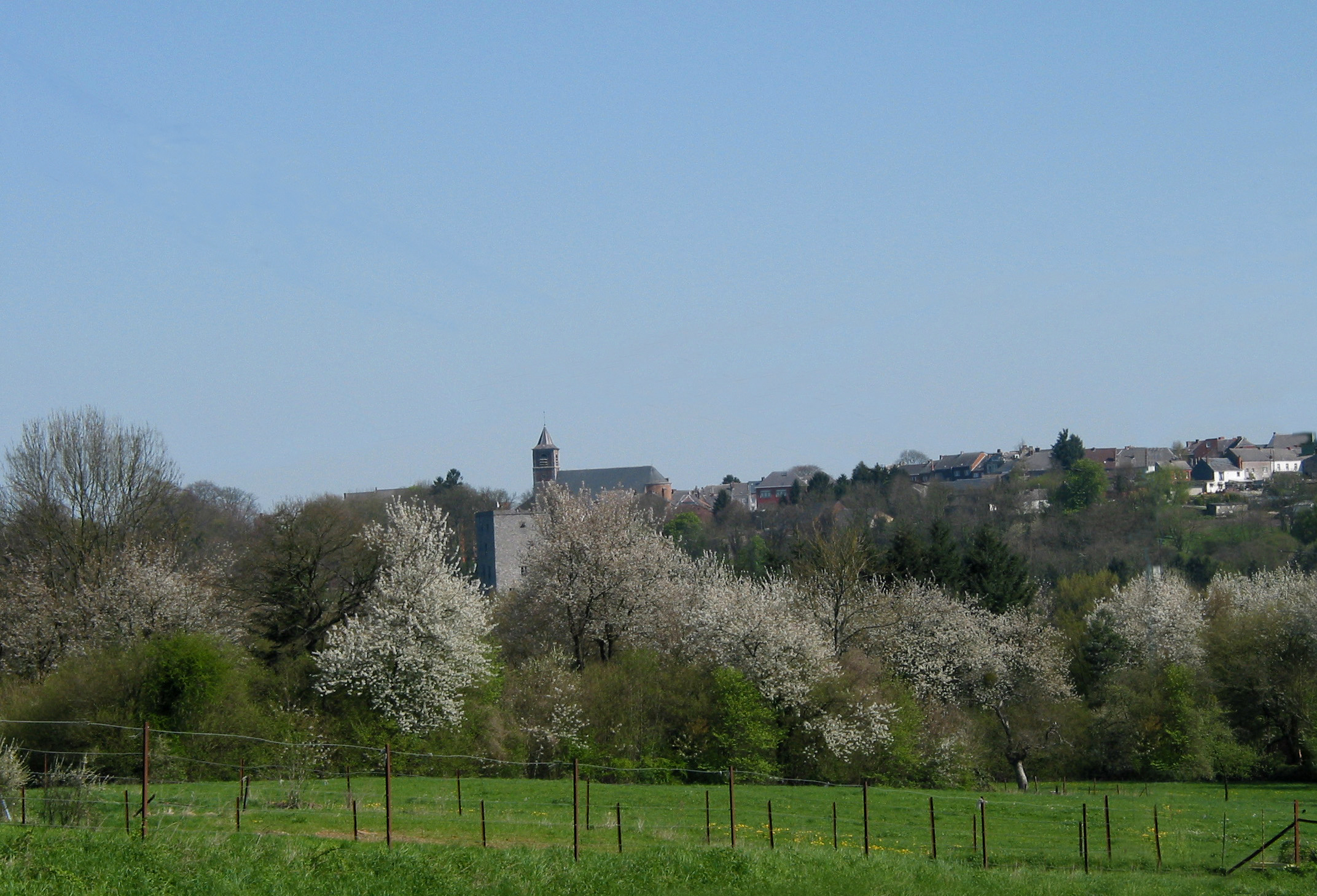
Im Sommer,
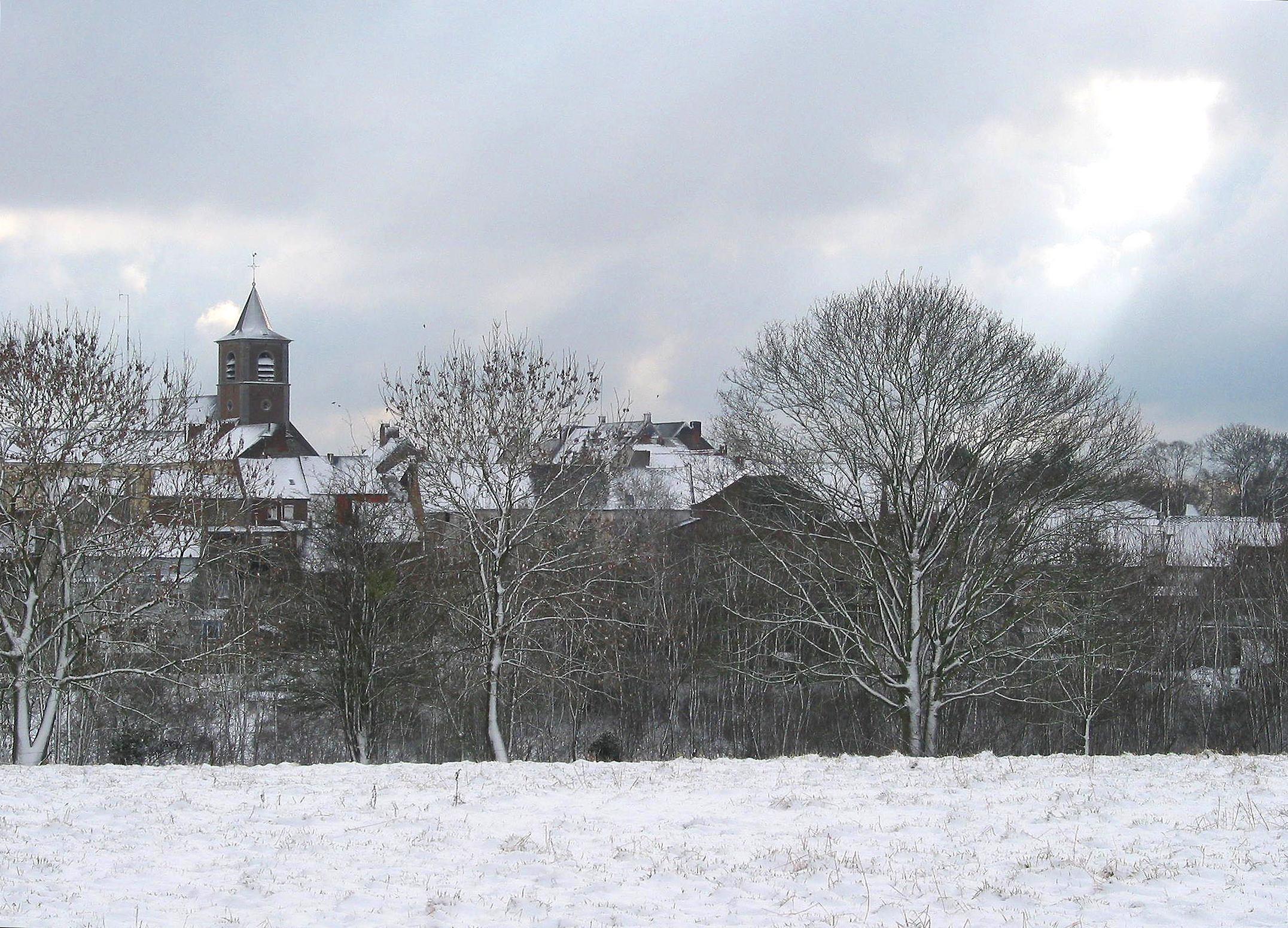
Im Winter